# (6425) 1994 WZ3
1994 دابليو زد 3 (ويعرف أيضًا باسم (6425) 1994 دابليو زد 3 وفق تسمية الكوكب الصغير) (بالإنجليزية: 1994 WZ3)‏ هو كويكب ضمن حزام الكويكبات؛ وترتيبه 6425 من حيث الاكتشاف.
اكتُشف هذا الجُرم الفلكي بواسطة هيروشي كانيدا في 28 نوفمبر 1994.

## وصلات خارجية
- (6425) 1994 WZ3 في قاعدة بيانات مختبر الدفع النفاث لأجرام النظام الشمسي الصغيرة

- الاكتشاف · مخطط المدار ·  العناصر المدارية · المعلمات المادية

- (6425) 1994 WZ3 على موقع ويكي سكاي: DSS2, SDSS, GALEX, IRAS, Hydrogen α, X-Ray, Astrophoto, Sky Map, Articles and images